# Recetto
Recetto är en ort och kommun i provinsen Novara i regionen Piemonte i Italien. Kommunen hade 963 invånare (2018).